# Temporada 1978 de las Grandes Ligas de Béisbol
La Temporada 1978 de las Grandes Ligas de Béisbol comenzó el 9 de abril y vio a New York Yankees derrotar a Los Angeles Dodgers para ganar su
segunda Serie Mundial consecutiva, y 22ª en general, en una revancha del Clásico de Otoño de la temporada anterior.
Los Yankees superaron sus turbulencias, con un cambio de gestión a mediados de temporada y un déficit de 14 partidos a mediados de julio en el
División Este de la Liga Americana camino al campeonato. Los cuatro equipos que hicieron los playoffs el año anterior, regresaron a la postemporada.

## Premios y honores
- MVP
  - Jim Rice, Boston Red Sox (AL)
  - Dave Parker, Pittsburgh Pirates (NL)
- Premio Cy Young
  - Ron Guidry, New York Yankees (AL)
  - Gaylord Perry, San Diego Padres (NL)
- Novato del año
  - Lou Whitaker, Detroit Tigers (AL)
  - Rollie Fingers, San Diego Padres (NL)

## Temporada Regular
Liga Americana
| División Este     | División Este | División Este | División Este | División Este | División Este | División Este |
| Equipo            | V             | D             | CTE           | JD            | LOCAL         | VISITA        |
| ----------------- | ------------- | ------------- | ------------- | ------------- | ------------- | ------------- |
| New York Yankees  | 100           | 63            | 0.613         | —             | 55–26         | 45–37         |
| Boston Red Sox    | 99            | 64            | 0.607         | 1             | 59–23         | 40–41         |
| Milwaukee Brewers | 93            | 69            | 0.574         | 6½            | 54–27         | 39–42         |
| Baltimore Orioles | 90            | 71            | 0.559         | 9             | 51–30         | 39–41         |
| Detroit Tigers    | 86            | 76            | 0.531         | 13½           | 47–34         | 39–42         |
| Cleveland Indians | 69            | 90            | 0.434         | 29            | 42–36         | 27–54         |
| Toronto Blue Jays | 59            | 102           | 0.366         | 40            | 37–44         | 22–58         |

| División Oeste     | División Oeste | División Oeste | División Oeste | División Oeste | División Oeste | División Oeste |
| Equipo             | V              | D              | CTE            | JD             | LOCAL          | VISITA         |
| ------------------ | -------------- | -------------- | -------------- | -------------- | -------------- | -------------- |
| Kansas City Royals | 92             | 70             | 0.568          | —              | 56–25          | 36–45          |
| Texas Rangers      | 87             | 75             | 0.537          | 5              | 52–30          | 35–45          |
| California Angels  | 87             | 75             | 0.537          | 5              | 50–31          | 37–44          |
| Minnesota Twins    | 73             | 89             | 0.451          | 19             | 38–43          | 35–46          |
| Chicago White Sox  | 71             | 90             | 0.441          | 20½            | 38–42          | 33–48          |
| Oakland Athletics  | 69             | 93             | 0.426          | 23             | 38–42          | 31–51          |
| Seattle Mariners   | 56             | 104            | 0.350          | 35             | 32–49          | 24–55          |

Liga Nacional  
| División Este         | División Este | División Este | División Este | División Este | División Este | División Este |
| Equipo                | V             | D             | CTE           | JD            | LOCAL         | VISITA        |
| --------------------- | ------------- | ------------- | ------------- | ------------- | ------------- | ------------- |
| Philadelphia Phillies | 90            | 72            | 0.556         | —             | 54–28         | 36–44         |
| Pittsburgh Pirates    | 88            | 73            | 0.547         | 1½            | 55–26         | 33–47         |
| Chicago Cubs          | 79            | 83            | 0.488         | 11            | 44–38         | 35–45         |
| Montreal Expos        | 76            | 86            | 0.469         | 14            | 41–39         | 35–47         |
| St. Louis Cardinals   | 69            | 93            | 0.426         | 21            | 37–44         | 32–49         |
| New York Mets         | 66            | 96            | 0.407         | 24            | 33–47         | 33–49         |

| División Oeste       | División Oeste | División Oeste | División Oeste | División Oeste | División Oeste | División Oeste |
| Equipo               | V              | D              | CTE            | JD             | LOCAL          | VISITA         |
| -------------------- | -------------- | -------------- | -------------- | -------------- | -------------- | -------------- |
| Los Angeles Dodgers  | 95             | 67             | 0.586          | —              | 54–27          | 41–40          |
| Cincinnati Reds      | 92             | 69             | 0.571          | 2½             | 49–31          | 43–38          |
| San Francisco Giants | 89             | 73             | 0.549          | 6              | 50–31          | 39–42          |
| San Diego Padres     | 84             | 78             | 0.519          | 11             | 50–31          | 34–47          |
| Houston Astros       | 74             | 88             | 0.457          | 21             | 50–31          | 24–57          |
| Atlanta Braves       | 69             | 93             | 0.426          | 26             | 39–42          | 30–51          |

## Postemporada
|  | Campeonato de la Liga | Campeonato de la Liga | Campeonato de la Liga |   |    | Serie Mundial    | Serie Mundial | Serie Mundial |
|  |                       |                       |                       |   |    |                  |               |               |
|  | Este                  | New York Yankees      | 3                     |   |    |                  |               |               |
|  | Oeste                 | Kansas City Royals    | 1                     |   |    |                  |               |               |
|  |                       |                       |                       |   | AL | New York Yankees | 4             |               |
|  |                       | NL                    | Los Angeles Dodgers   | 2 |    |                  |               |               |
|  | Este                  | Philadelphia Phillies | 1                     |   |    |                  |               |               |
|  | Oeste                 | Los Angeles Dodgers   | 3                     |   |    |                  |               |               |

|                                                  |
| Campeón New York Yankees Vigésimo Segundo Título |

## Líderes de la liga

### Liga Americana
Líderes de Bateo 
| Categoría           | Jugador     | Equipo | Marca |
| ------------------- | ----------- | ------ | ----- |
| Porcentaje de bateo | Rod Carew   | MIN    | .333  |
| Cuadrangulares      | Jim Rice    | BOS    | 46    |
| Carreras Impulsadas | Jim Rice    | BOS    | 139   |
| Carreras Anotadas   | Ron LeFlore | DET    | 126   |
| Hits                | Jim Rice    | BOS    | 213   |
| Robo de Bases       | Ron LeFlore | DET    | 68    |

Líderes de Pitcheo 
| Categoría         | Jugador      | Equipo | Marca |
| ----------------- | ------------ | ------ | ----- |
| Victorias         | Ron Guidry   | NYY    | 25    |
| Derrotas          | Rick Wise    | CLE    | 19    |
| ERA               | Ron Guidry   | NYY    | 1.74  |
| Ponches           | Nolan Ryan   | CAL    | 260   |
| Entradas Lanzadas | Jim Palmer   | BAL    | 296   |
| Juegos salvados   | Rich Gossage | NYY    | 27    |

### Liga Nacional
Líderes de Bateo 
| Categoría           | Jugador       | Equipo | Marca |
| ------------------- | ------------- | ------ | ----- |
| Porcentaje de bateo | Dave Parker   | PIT    | .334  |
| Cuadrangulares      | George Foster | CIN    | 40    |
| Carreras Impulsadas | George Foster | CIN    | 120   |
| Carreras Anotadas   | Iván DeJesús  | CHC    | 104   |
| Hits                | Steve Garvey  | LAD    | 202   |
| Robo de Bases       | Omar Moreno   | PIT    | 71    |

Líderes de Pitcheo 
| Categoría         | Jugador        | Equipo | Marca |
| ----------------- | -------------- | ------ | ----- |
| Victorias         | Gaylord Perry  | SDP    | 21    |
| Derrotas          | Phil Niekro    | ATL    | 18    |
| ERA               | Craig Swan     | NYM    | 2.43  |
| Ponches           | J. R. Richard  | HOU    | 303   |
| Entradas Lanzadas | Phil Niekro    | ATL    | 334.1 |
| Juegos salvados   | Rollie Fingers | SDP    | 37    |